# Macrosolen barlowii
Macrosolen barlowii är en tvåhjärtbladig växtart som beskrevs av Delbert Wiens. Macrosolen barlowii ingår i släktet Macrosolen och familjen Loranthaceae. Inga underarter finns listade i Catalogue of Life.